# Le papier ne peut pas envelopper la braise
Le papier ne peut pas envelopper la braise è un documentario del 2007 diretto da Rithy Panh.